# Jargon informatique
Cet article concerne les abréviations les plus courantes. Pour toutes les abréviations, voir Liste d'abréviations en informatique.
 (mai 2020).
Si vous disposez d'ouvrages ou d'articles de référence ou si vous connaissez des sites web de qualité traitant du thème abordé ici, merci de compléter l'article en donnant les références utiles à sa vérifiabilité et en les liant à la section « Notes et références ».
Le jargon informatique est un pseudo-langage (jargon) propre aux représentants des professions gravitant autour de l'informatique. Il se compose du vocabulaire et des termes techniques associés aux ordinateurs et au fonctionnement de ceux-ci.
Il existe d'autres jargons plus ou moins « colorés » informatique, comme le langage SMS ou l'argot Internet (voir ces pages pour les « lol », « amha » et autres termes).
L'application pratique du décret du 3 juillet 1996 relatif à l'enrichissement de la langue française peut s'avérer difficile par rapport à l'usage de termes en français. On pourra pour cela consulter :
- le site FranceTerme, qui indique les termes officiellement en usage et publiés au Journal officiel de la République française,
- le site du Grand dictionnaire terminologique, de l'Office québécois de la langue française.

Ces deux grands dictionnaires terminologiques sont généralistes, et proposent des termes dans toutes les disciplines. L'informatique en fait bien sûr partie.
Les quelques sites web indiqués en liens externes de cet article peuvent aussi aider les développeurs. On peut également consulter une liste des abréviations employées en informatique.
- Haut – A
- B
- C
- D
- E
- F
- G
- H
- I
- J
- K
- L
- M
- N
- O
- P
- Q
- R
- S
- T
- U
- V
- W
- X
- Y
- Z

## 0 - 9
0C4
En environnement gros système IBM/MVS, erreur du programme très courante due à l'adressage d'une zone de données à l'extérieur de la zone de mémoire assignée au programme.
0C7
En environnement gros système IBM/MVS, erreur du programme due au déplacement d'une donnée non numérique dans une zone définie comme numérique.
Surnommée « Zéro c'est chouette ! ».

## 2
2-tier / two-tier (invariable)
Voir « Client-serveur ». En anglais, « tier » désigne une « couche » de fonctions. On peut donc avoir des architectures 2, 3, 4-tier (« architectures à deux, trois ou quatre niveaux »).

## 3
3-tier / three-tier (invariable)
Voir 2-tier. Type d'architecture technique d'une application informatique dans laquelle la manipulation des données, les traitements et la gestion de l'interface utilisateur sont traités séparément (évolution de l'architecture 2-tier).
« à trois niveaux ».

## 4
4-tier / four-tier (invariable)
Voir 2-tier
« à quatre niveaux ».
404
Inexistant, en référence à la page d'erreur Web 404 qui signale une page internet non trouvée.

## A
- Haut – A
- B
- C
- D
- E
- F
- G
- H
- I
- J
- K
- L
- M
- N
- O
- P
- Q
- R
- S
- T
- U
- V
- W
- X
- Y
- Z

AD
Abréviation d’« active directory », logiciel de Microsoft servant d'annuaire pouvant gérer l'identification et l'authentification des ordinateurs d'un réseau.
Admin
Abréviation d’« administrateur réseau » ou d'« administrateur système », selon le contexte.
L'administrateur réseau est chargé de la bonne marche d'un réseau informatique, tandis que l'administrateur système veille au bon fonctionnement des systèmes informatiques.
AE
Abréviation de l’anglais « application engineer » (ingénieur d'application).
Personne généralement employée par un éditeur de logiciel pour adapter un logiciel relativement standard aux contraintes d'un client.
AE
Abréviation d’« analyste d'exploitation ».
Personne transcrivant aux normes de production les chaînes de traitements écrites par l'analyste-programmeur.
AGL
Abréviation d’« atelier de génie logiciel ».
Logiciel permettant de concevoir et de développer des programmes. L'équivalent du SDK des anglophones.
Alice et Bob
Prénoms coordonnés attribués systématiquement à deux personnes désirant communiquer par ligne sécurisée.
AMOA
Abréviation d’« assistance à maîtrise d'ouvrage ».
Réalisation de l'expression de besoins d'un projet pour le compte de l'utilisateur final.
Parfois abrégé en MO.
AMOE
Abréviation d’« assistance à maîtrise d'œuvre ».
Aide à la réalisation de projet.
AN
Abréviation d’« analyste ».
Transforme les besoins en spécifications pour l'AP.
AP
Abréviation d’« analyste-programmeur ».
Le premier niveau hiérarchique chez les informaticiens.
API
Abréviation de l’anglais « application programming interface » (« interface de programmation »).
Interface aménagée dans un programme pour permettre à d'autres programmes de communiquer avec celui-ci.

## B
- Haut – A
- B
- C
- D
- E
- F
- G
- H
- I
- J
- K
- L
- M
- N
- O
- P
- Q
- R
- S
- T
- U
- V
- W
- X
- Y
- Z

B2B
Abréviation de l'anglais « business to business ».
Fait référence à des traitements informatiques entre différentes entreprises (à l'opposé de B2C, « business to consumer »).
Babasse
Nom familier pour un ordinateur. Son utilisateur s'appelle un « babasseur ».
Voir aussi « ordi » et « bécane ».
Barre des tâches
Barre de l'interface graphique d'un système d'exploitation (GNU/Linux ou Windows) qui représente les fenêtres ouvertes par des boutons ; elle est par exemple affichée en bas du bureau de KDE ou Windows.
BBS
Abréviation de l’anglais « bulletin board system » (système de bulletins électroniques).
Ancêtres des forums aujourd'hui accessibles par Internet.
BDD
Abréviation de « base de données ».
Bécane
« Ordinateur » en langage familier.
Voir aussi « babasse » et « ordi ».
Beta Test
Méthode qui consiste à tester une application ou un programme auprès d'utilisateurs volontaires. Microsoft a étendu cela également sous forme de version « beta marketing » pour que les utilisateurs volontaires testent les fonctionnalités d'un produit et aident à en définir les limites et l'étendue[réf. nécessaire].
On rencontre parfois l’idée que les éditeurs de logiciels ont poussé ce mécanisme à l'extrême et n'hésitent pas à mettre en production ou même à mettre en vente une version non complètement testée d'un logiciel, les utilisateurs étant alors invités à signaler les bugs rencontrés[réf. nécessaire].
Binaire
Programme directement exécutable par la machine, généralement le résultat d'une compilation. Distinct du système binaire.
BIOS
Abréviation de l'anglais « basic input output system » (« système élémentaire d'entrée/sortie »).
Le BIOS est, au sens strict, un ensemble de fonctions, contenu dans la mémoire morte (ROM) de la carte mère d'un ordinateur, lui permettant d'effectuer des opérations de base lors de sa mise sous tension, par exemple l’identification des périphériques d’entrée/sortie connectés et la lecture d'un secteur sur un disque.
Bit
Abréviation de l’anglais « binary digit », l'unité de base en informatique, possédant deux états notés 0 et 1. Distinct de byte (le multiplet), qui représente un ensemble de bits adjacents (souvent huit, formant alors l'octet).
Bloc
Sous-ensemble du système d'informatique dans une démarche d'urbanisation.
BMP
Abréviation de l’anglais « batch message program processing » (« traitement par lot des messages du programme »).
Mode d'exécution d'un programme batch permettant un fonctionnement en mode TP, avec gestion de reprise.
Brouteur
Jeu de mots avec le terme routeur, machine qui achemine les paquets réseaux. Fréquemment utilisé lorsque celle-ci sature.
BSOD
Abréviation de l’anglais « blue screen [of death] » (« écran bleu [de la mort] »).
Plantage complet d'un PC, qui, dans les systèmes anciens, affichait un message abscons sur fond bleu.
Bug ou bogue
Erreur de programmation ; distincte des erreurs de conception, de saisie, de manipulation, d'exploitation.
BYOD
Abréviation de l'anglais « Bring your own device » (« Apportez votre appareil personnel », ou AVP, au Québec, Apportez votre équipement personnel de communication, ou AVEC, en France).
Désigne l'usage d'équipements personnels (téléphone, ordinateur portable, tablette électronique, etc.) dans un contexte professionnel.

## C
- Haut – A
- B
- C
- D
- E
- F
- G
- H
- I
- J
- K
- L
- M
- N
- O
- P
- Q
- R
- S
- T
- U
- V
- W
- X
- Y
- Z

Cache ou antémémoire
Mémoire qui enregistre temporairement des copies de données provenant d'une autre source de données.
cache thrashing (« emballement du cache, de l’antémémoire »)
Ce qui se passe quand le taux d’interception du cache devient très bas : les instructions sautent d’un endroit à l’autre de la mémoire, rendant inutiles les efforts de chargement anticipé de la mémoire dans le cache.
Client-serveur
Architecture à deux niveaux d'une application informatique dans laquelle les traitements et la gestion des données sont réparties entre le serveur et le client (généralement le poste de l'utilisateur) selon des proportions variables. On parle de client-serveur léger lorsque l'essentiel des traitements et des données est sur le serveur, de client lourd dans le cas inverse.
Code 18
18 pouces est la distance moyenne séparant un utilisateur de son écran. Utilisé pour désigner la responsabilité d'une erreur informatique (codeur ou utilisateur). Parfois connu aussi sous le vocable Code 45 (pour 45 cm).
Voir aussi ICC et Couche 8
Coder
Rédiger le code, programmer, écrire un programme.
Commit (Soumission)
Action d’envoyer une partie du code que l'on a modifié sur un serveur grâce à des logiciels de partage de version (CVS, SVN, Git).
Compile
Résultat de la transformation d'un programme écrit en langage compilable.
Consultant
Personne qui loue ses compétences à des entreprises ou des particuliers dans le but de résoudre des problèmes que ses clients ne peuvent pas résoudre sans une aide extérieure. Il peut être de divers types : consultant progiciel, consultant technique, consultant fonctionnel, consultant réseau…
Couche 8
Manière de désigner les utilisateurs par référence au Modèle OSI.
Voir aussi ICC et Code 18 / Code 45.
CP
Abréviation de « chef de projet ».
Il existe des chefs de projet maîtrise d'œuvre (CP MOE) ou maîtrise d'ouvrage (CP MOA).
Crasher
Une application qui crashe est un programme qui plante sans raison apparente.
Coprocesseur arithmétique
Microprocesseur additionnel (et optionnel) destiné à soulager le microprocesseur principal des calculs en virgule flottante. La firme Intel a intégré cette unité de calcul au microprocesseur principal à partir de son modèle 486DX.
CRM
Abréviation de l’anglais « customer relationship management » (gestion de la relation client).
Outils permettant de gérer la relation avec les clients dans le but d'améliorer la qualité de service et surtout d'augmenter le chiffre d'affaires réalisé avec chaque client.

## D
- Haut – A
- B
- C
- D
- E
- F
- G
- H
- I
- J
- K
- L
- M
- N
- O
- P
- Q
- R
- S
- T
- U
- V
- W
- X
- Y
- Z

D7
Abréviation de disquette
Support amovible de stockage de données existant au format 3", 3"½, 5"¼ ou 8", désormais obsolète.
DB
Abréviation de l’anglais « database » (base de données) (abr. BdD)
Organisation structurée d'informations en vue de traitements informatiques.
DBA
Abréviation de l’anglais « database administrator » (administrateur de bases de données)
Personne chargée de la maintenance d'une base de données.
DBS
Abréviation de « définition des besoins »
Décrit les attentes des utilisateurs. Document de référence pour la poursuite d’un projet.
DDL
Abréviation de l’anglais « direct download link »
Téléchargement direct depuis un serveur, en opposition au pair-à-pair.
DI
Abréviation de « direction informatique » ou « directeur informatique »
Généralement non informaticien. Substitué aux DOI passées de mode.
DL
Abréviation de l’anglais « download » (télécharger).
Rapatriement en local sur un poste de données distantes (généralement hébergées par un serveur).
DLL
Abréviation de l’anglais « dynamic link library ».
Bibliothèque logicielle de fonctions accessibles par liens dynamique ; nommée ainsi sous Windows. Sous Unix/Linux, le terme utilisé est « bibliothèque partagée » (« shared library »).
DME
Abréviation de l’anglais « dark mode engineer ».
Ingénieur spécialisé en interfaces aux couleurs sombres. Voir Mode sombre.
DOI
Abréviation de « direction de l'organisation et de l'informatique ».
Tombé en désuétude depuis l'apparition du sigle DSI.
DOSI
Directeur de l'organisation et des systèmes d'information (variante de DSIO)
DP
Abréviation de « directeur de projet ».
Responsable d'un projet important, ou de tous les projets touchant à un même domaine fonctionnel. Encadre une équipe qui comporte généralement plusieurs chefs de projet.
DSI
Abréviation de « directeur des systèmes d'information ».
Titre plus ronflant que DI[non neutre], mais généralement équivalent. Sigle qui s'est aujourd'hui imposé.
DSIO
Directeur des systèmes d'information et de l'organisation (variante de DOSI).
Dump
Contenu de la mémoire d'un gros système édité sur papier ou consulté sur écran pour identifier la cause du plantage d'un traitement.

## E
- Haut – A
- B
- C
- D
- E
- F
- G
- H
- I
- J
- K
- L
- M
- N
- O
- P
- Q
- R
- S
- T
- U
- V
- W
- X
- Y
- Z

 EAI
Abréviation d'« intégration d'applications d'entreprise »
Architecture intergicielle permettant à des applications hétérogènes de gérer leurs échanges.
EDB
Abréviation d’« expression des besoins »
L’EDB est un document initié  par la MOA traduisant sous forme de besoins les fonctionnalités du produit qui fait l’objet du projet. Une fois terminé et diffusé, il donne lieu à une réponse de la MOE sous forme de liste d’exigences.
EO
Abréviation d’« étude d'opportunité »
Document produit avant le lancement d’un projet d'une certaine taille permettant d’évaluer les avantages attendus de sa réalisation.
ERP
Abréviation de l’anglais « Entreprise Resource Planning » (progiciel de gestion intégré ou PGI)
Progiciel gérant l’ensemble des activités d’une entreprise ainsi que « l’entreprise étendue » (relations avec les clients, les fournisseurs, les sous-traitants, les filiales…). Les plus utilisés sont SAP/R3, Oracle Applications, PeopleSoft-Oracle/One World (ex JD Edwards), Movex, Axapta, SAP Business One.
ESN
Nouveau nom des SSII, société de services en ingénierie informatique.

## F
- Haut – A
- B
- C
- D
- E
- F
- G
- H
- I
- J
- K
- L
- M
- N
- O
- P
- Q
- R
- S
- T
- U
- V
- W
- X
- Y
- Z

FAI
Abréviation de « fournisseur d'accès à Internet » (en anglais ISP pour Internet service provider)
Firmware
Partie logicielle du hardware permettant à celui-ci de fonctionner. Contrairement au BIOS, le firmware peut prendre en charge des fonctionnalités plus évoluées (contenir un système d'exploitation, par exemple).
Flash
Abréviation de « mémoire flash ».
Type de mémoire ré-inscriptible permettant de conserver des données de façon permanente sans alimentation.
Fondeur
Fabricant de microprocesseurs (par exemple AMD, Intel, Nvidia, etc.).
Foo, bar
Nom générique donné communément à deux objets qui vont ensemble. Quand on voit apparaître un foo dans un exemple, on sait qu'il faut chercher le bar un peu plus loin. Souvent traduit par « machin, truc ». On peut utiliser foo seul, notamment comme identificateur dans un programme, comme on utiliserait machin.
FTBFS
Abréviation de l’anglais « Fails to build from source » (échec de construction à partir des [fichiers] sources)
Abréviation utilisée pour désigner un type d’erreur de compilation en programmation informatique.

## G
- Haut – A
- B
- C
- D
- E
- F
- G
- H
- I
- J
- K
- L
- M
- N
- O
- P
- Q
- R
- S
- T
- U
- V
- W
- X
- Y
- Z

GA
Abréviation de l’anglais « general availability »
Se dit d'une version prête à être commercialisée et diffusée largement. En code international Télex, GA signifiait « Go Ahead ! » (« Allez-y, vous avez la main »).
Gel ou freeze
État d'un PC dont brusquement l’écran se fige et dont ni la souris ni le clavier ne répondent. En développement, définit aussi le moment à partir duquel un programme n’est plus modifié en prévision d'une phase de test de son avancée actuelle ou de période où les infrastructures ne sont plus modifiées (par exemple au moment des fêtes de fin d'année où les effectifs sont réduits).
Geek
Personne passionnée, voire obsédée, par un domaine précis. Généralement, il s’agit d’un passionné d’informatique.
GOTO
Instruction déstructurant le programme et provoquant généralement la réprobation de la part des puristes. Le GOTO ne doit être employé que de manière descendante et à l'intérieur d'un même paragraphe, en général sur l'instruction de fin.[non neutre]

## H
- Haut – A
- B
- C
- D
- E
- F
- G
- H
- I
- J
- K
- L
- M
- N
- O
- P
- Q
- R
- S
- T
- U
- V
- W
- X
- Y
- Z

Hacker
Individu possédant des connaissances très pointues sur le matériel informatique, les systèmes d’exploitation ou encore les réseaux, et capable de les exploiter de manière originale, souvent en détournant l'usage standard du matériel ou du code utilisé (le hack). Parfois utilisé à tort comme synonyme de « pirate informatique ».
Hardware
Mot anglais désignant le matériel informatique (carte mère, carte graphique, écran…), par opposition au software (logiciel).
Help desk
En français centre d'assistance, centre d'appel.

## I
- Haut – A
- B
- C
- D
- E
- F
- G
- H
- I
- J
- K
- L
- M
- N
- O
- P
- Q
- R
- S
- T
- U
- V
- W
- X
- Y
- Z

ICC (interface chaise-clavier)
Désignation humoristique ou péjorative de l'utilisateur. Souvent utilisée comme manière détournée de dire qu'un problème informatique a comme origine l'utilisateur.
Voir aussi : Couche 8, Code 18 / Code 45
IHM
Abréviation d'« interface homme-machine », interface utilisateur.
Matériel qui permet à l'utilisateur de communiquer avec la machine, comme le clavier, l’écran, une interface tactile ou la reconnaissance vocale.
Indicateur
Fait référence aux bits du registre d’état.
IGP
Circuit graphique intégré au northbridge ou au processeur.

## J
- Haut – A
- B
- C
- D
- E
- F
- G
- H
- I
- J
- K
- L
- M
- N
- O
- P
- Q
- R
- S
- T
- U
- V
- W
- X
- Y
- Z

JIT compilation
JIT est l'abréviation de l’anglais « just in time » (« juste à temps »)
S'emploie pour des compilateurs qui compilent les instructions juste avant leur exécution, ou des débogueurs qui détectent les erreurs juste avant qu'elles ne soient exécutées (comme la JVM de Java)

## K
- Haut – A
- B
- C
- D
- E
- F
- G
- H
- I
- J
- K
- L
- M
- N
- O
- P
- Q
- R
- S
- T
- U
- V
- W
- X
- Y
- Z

ko
Abréviation de « kilooctet »
Unité de mesure de taille de mémoire informatique et de taille de fichiers, correspondant officiellement à 1000 octets.
Il est cependant courant de rencontrer ko au lieu de kio pour désigner 1 024 octets.
Kill File
Fichier utilisé par certains lecteurs de nouvelles pour effacer certains articles sans même les afficher, lorsque ces articles correspondent à des critères prédéfinis à propos du titre, de l'auteur ou d'autres éléments de l'en-tête.
Killer
Francisation du verbe anglais « to kill », « mettre fin à », « arrêter » (une tâche, un processus). Voir « Tuer ».
kio
Abréviation de « kibioctet », unité de mesure de taille de mémoire informatique et de taille de fichiers, correspondant à 2 × 1010 octets, soit 1 024 octets, proposée par la Commission électrotechnique internationale (CEI) pour remplacer le terme « kilooctet » (kilo signifiant « mille » et non pas « deux puissance dix »).
Il est cependant courant de rencontrer ko à la place de Kio.
KISS
Abréviation de Keep it simple and stupid.
Philosophie de développement logiciel privilégiant la simplicité dans la conception d'un programme.

## L
- Haut – A
- B
- C
- D
- E
- F
- G
- H
- I
- J
- K
- L
- M
- N
- O
- P
- Q
- R
- S
- T
- U
- V
- W
- X
- Y
- Z

Laguer
Francisation du verbe anglais « to lag », « prendre du retard », « ramer »
Un ordinateur ou une application lague lorsqu'il ou elle ralentit fortement. Cela se traduit, sur les applications graphiques notamment, par un tressautement des images.
LART
Abréviation de l’anglais « luser attitude readjustment tool »
Utilisé par les administrateurs système pour soigner le luser.
Listing
Sortie sur une imprimante à papier continu. Terme rendu désuet par la disparition de ce type d'imprimante.
Luser
Combinaison (mot-valise) de l’anglais « loser » et de « user »
Personne qui, ayant une connaissance approximative en informatique, en utilise mal les termes et applique des procédures inexistantes dans les manuels ou non préconisées par les professionnels.

## M
- Haut – A
- B
- C
- D
- E
- F
- G
- H
- I
- J
- K
- L
- M
- N
- O
- P
- Q
- R
- S
- T
- U
- V
- W
- X
- Y
- Z

Madame Michu
Personnage qui utilise un ordinateur le plus simplement du monde, et que la technique rebute. Permet aux développeurs et autres de ne pas oublier que quelqu'un hors métier de l'informatique souhaite un outil simple requérant le moins de connaissances possibles. Terme pouvant être vu comme péjoratif.
Malware
Logiciel malveillant.
Terme générique désignant un programme conçu pour opérer à l'insu de l'utilisateur et dont les effets peuvent être très variés : corruption ou destruction de données, espionnage des habitudes de l'utilisateur, intrusions, etc.
Man
Manuel livré sous forme de pages accessibles depuis un terminal détaillant le rôle et l'utilisation des commandes UNIX/Linux. De nombreux programmes actuels comprennent des pages de man (Voir RTFM).
Mapper
De l'anglais « to map », cartographier, établir un lien entre une ressource distante ou locale et un nom de ressource locale, établir un lien entre une champ fichier et une zone écran dans des logiciels du genre Mapper. Plus généralement faire correspondre une ou plusieurs valeurs à une autre (les tableaux associatifs également appelés dictionnaires en sont un exemple typique).
Mémoire tampon
En anglais, buffer.
Zone de mémoire utilisée pour conserver temporairement des données.
merger
De l'anglais « to merge », fusionner, combiner le contenu de deux ou plusieurs fichiers en un seul.
MOA
Abréviation de maître d'ouvrage.
Intermédiaire entre le chef de projet et les utilisateurs finaux de l'application. Formalise les besoins recueillis auprès de ces derniers et assure le suivi du projet et éventuellement une partie de la recette.
Mobo
Acronyme de l’anglais « motherboard » (carte mère).
MOE
Abréviation de « maîtrise d'œuvre ».
Désigne ceux qui réalisent les projets par opposition à la maîtrise d'ouvrage (MOA).
MVS
Abréviation de l’anglais multiple virtual storage.
Système d'exploitation des gros systèmes IBM.

## N
- Haut – A
- B
- C
- D
- E
- F
- G
- H
- I
- J
- K
- L
- M
- N
- O
- P
- Q
- R
- S
- T
- U
- V
- W
- X
- Y
- Z

N-tier
« à n niveaux »
Évolution de l’architecture à trois couches ou niveaux (présentation, traitement et accès aux données), étendue à n couches ou niveaux.
NTI
Abréviation de « nouvelles technologies de l'information »
Désigne les nouvelles technologies telles que Java ou .NET

## O
- Haut – A
- B
- C
- D
- E
- F
- G
- H
- I
- J
- K
- L
- M
- N
- O
- P
- Q
- R
- S
- T
- U
- V
- W
- X
- Y
- Z

Octet
Unité de mesure d'espace de stockage. Correspond à 8 bits.
Optimisation
Consiste à rendre un logiciel plus efficace, plus véloce. Par exemple en gagnant en légèreté par la réduction du nombre de lignes de code ou la réécriture du code.
OS
Abréviation de l’anglais « operating system » (« système d'exploitation »)
Ce furent aussi respectivement les sigles du premier système d'exploitation multitâches d'IBM pour mainframe, par opposition au DOS, et du système également multitâches pour ordinateur personnel conçu par IBM et Microsoft pour les applications en entreprises (OS/2), devant en principe remplacer un autre DOS, celui des PC.
Ordi
Abréviation courante d’« ordinateur ».
Onglet
Partie d'une page ou d'une fenêtre qui reste toujours visible afin d'y accéder rapidement, à la manière des onglets présents dans les trieurs pour classer des feuilles.

## P
- Haut – A
- B
- C
- D
- E
- F
- G
- H
- I
- J
- K
- L
- M
- N
- O
- P
- Q
- R
- S
- T
- U
- V
- W
- X
- Y
- Z

P2P
Abréviation de l’anglais « peer to peer ».
Modèles de réseaux d'échange de fichiers directement d'utilisateur à utilisateur (FastTrack, eDonkey (en), BitTorrent, etc.).
PAQ
Abréviation de « plan d'assurance qualité ».
PEBCAK (en)
Abréviation de l’anglais « Problem exists between chair and keyboard (« Il y a un problème entre la chaise et le clavier »).
Expression employée lorsque l'utilisateur est à l’origine du problème et non l'ordinateur ou le programme. Voir aussi PICNIC.
Peon
Utilisateur sans privilèges spéciaux sur un système informatique, en opposition au super-utilisateur.
PetitMou
Traduction française (péjorative) du nom de Microsoft (micro = « petit », et soft = « tendre », « doux », « mou »).
En vogue dans les années 1990.
Phishing ou Hameçonnage
Technique de piratage : l’utilisateur reçoit un courriel déguisé de sa banque ou de son magasin en ligne favori contenant un lien vers son compte, il est demandé une confirmation de mot de passe où une bonne affaire est proposée. Une fois le lien cliqué, l'url dans la barre d'adresse est maquillée et le vrai site cloné sur un serveur différent. Confiant, l'internaute piégé rentre ses identifiants et/ou ses numéros de cartes…. Le pirate n'a plus qu'a les récupérer et s'en servir.
PICNIC
Abréviation de l’anglais « problem in chair not in computer » (litt. « problème sur la chaise, pas dans ordinateur »).
Expression employée quand l'erreur est due à l'utilisateur et non à l'ordinateur ou au programme. Voir aussi PEBCAK.
Pilote
1. Un pilote informatique, logiciel permettant à l’ordinateur d'utiliser un périphérique (imprimante, modem, carte graphique, carte son, etc.) car, en règle générale, une simple connexion physique ne suffit pas.
2. Dans le cadre d'un projet, concernant souvent l'évolution de l'infrastructure informatique et réseaux, la première phase d'implémentation et de déploiement de la nouvelle architecture est appelé pilote ou phase pilote.

Ping
Abréviation de l’anglais « Packet INternet Groper ».
Test d'une connexion entre hôtes distants.
Pisser du code
Expression triviale, synonyme pour les programmeurs de « coder en grande quantité sans grand intérêt ».
Plantage
Action de planter. Se dit lorsqu’un programme vient de s'interrompre d'une manière non prévue (le plus souvent à la suite d'une erreur de programmation). Il y a plusieurs niveaux de plantage. Si le programme incriminé ne fait que se terminer inopinément, renvoyant un message volatil, on parle de crash. Dans le pire des cas, plus aucune commande ne répond, l'écran se fige (on parle de freeze, ou « gel » en français) et il ne reste plus qu'à redémarrer la machine manuellement.
Programmation spaghetti
Se dit d'un programme non structuré (plein de goto), dont le déroulement est aussi aisé à suivre que de trouver les extrémités correspondantes de spaghettis dans une assiette.
PLOKTA
Press lots Of keys to abort, se dit quand l'utilisateur appuie sur des touches au hasard afin d'obtenir une réponse du système informatique.
« plug & plante »
Dérive narquoise de l’anglais « plug and play » (« branche et joue »). En effet, les premiers périphériques plug and play grand public (au milieu des années 1990, notamment sous Windows 95), n'étaient pas tous stables. On trouve aussi « plug & pray » (« branche & prie »).
POTS
Abréviation de l’anglais « plain old telephone system » (« le vieux téléphone classique tout simple »).
plug&play
Expression anglaise signifiant « branche et joue », procédure permettant aux périphériques d'être reconnus rapidement lors de leur branchement.
POC
Abréviation de l'anglais « proof of concept », « mise à l'épreuve », « validation ».
POV
Abréviation de l’anglais « persistence of vision ».
Nom d'un raytracer ou lanceur de rayons.
Pupitreur
Opérateur, généralement du niveau Bac H en France (ancienne dénomination du Bac « Technique informatiques ») chargé de l'exploitation d'un système. Son rôle comprend la surveillance du système, la maintenance courante (chargement de papier sur les imprimantes, montage des bandes, etc.) et les mises en production. Ce métier était très prisé dans les années 1980-1990 car il permettait de bénéficier de primes de nuit et de week-end. Il est tombé en désuétude avec l'arrivée des automates. Autres appellations : « pilote » et, de façon péjorative, « presse-bouton ».

## Q
- Haut – A
- B
- C
- D
- E
- F
- G
- H
- I
- J
- K
- L
- M
- N
- O
- P
- Q
- R
- S
- T
- U
- V
- W
- X
- Y
- Z

## R
- Haut – A
- B
- C
- D
- E
- F
- G
- H
- I
- J
- K
- L
- M
- N
- O
- P
- Q
- R
- S
- T
- U
- V
- W
- X
- Y
- Z

RAM
Abréviation de l’anglais « random access memory »
Mémoire vive de l'ordinateur
Ramer
Fonctionner lentement, prendre beaucoup de temps. Lorsque les temps de réponse sont mauvais par suite de surcharge d'une machine ou d'une mauvaise conception de logiciel, on dit que le système « rame ». Provoque généralement l'exaspération des utilisateurs et de nombreux appels au service informatique. Les lenteurs étant souvent dues au swapping avant 2005, l'adage voulait qu'« on ajoute de la RAM quand le système rame ».
Reboot
Redémarrage d'une machine.
Recette
Période postérieure aux TU durant laquelle les programmes et les résultats sont mis à la disposition des utilisateurs afin de valider les créations et les modifications éventuelles.
Redmond (l'Illuminé/le gourou de)
Désigne Bill Gates, fondateur de Microsoft, la société ayant son siège social à Redmond, dans l'État de Washington ; Redmond désigne aussi Microsoft. Cette expression est surtout utilisée par les partisans du logiciel libre, qui comparent Microsoft à une sorte de secte en raison de son quasi-monopole et des normes qu'elle essaie d'imposer.
RSSI
Abréviation de « responsable de la sécurité des systèmes d'information ».
Poste dans une entreprise ayant la charge de la gestion de la sécurité informatique en général.
RTC
Abréviation de « réseau téléphonique commuté ».
Système du téléphone « classique »  que les ordinateurs utilisent de moins en moins pour échanger des informations par modem depuis la généralisation du Haut débit.
RTFM
Abréviation de l’anglais « Read the fucking manual » (« Lis le putain de manuel »).
Sigle courant sur forums de la communauté linux invitant une personne ne sachant se servir des commandes UNIX et Linux à se référer au manuel plutôt que de poser des questions triviales.
reset (« resetter »)
Réinitialiser, relancer un programme ou une machine.
ROM
Abréviation de l’anglais » read-only memory.
Mémoire morte accessible en lecture seule. En opposition à RAM. Contient le programme permettant à un système informatique de démarrer. Elle est souvent remplacée par de la mémoire flash, permettant des mises à jour (updates) du logiciel (firmware).
root
Compte système, ou compte de connexion (logging) de l'administrateur système sur les systèmes d'exploitation Unix et Linux. À peu près équivalent au compte Windows « administrator »  ou « administrateur » pour l'utilisateur lambda sur son ordinateur, ou plus sûrement au compte « système » réservé à Microsoft. Il correspond aussi au profil AS/400 (iseries, IBM Power System i) « QSECOFR ».
RTOS
Abréviation de l’anglais « real-time operating system » (système d'exploitation en temps réel).

## S
- Haut – A
- B
- C
- D
- E
- F
- G
- H
- I
- J
- K
- L
- M
- N
- O
- P
- Q
- R
- S
- T
- U
- V
- W
- X
- Y
- Z

SaaS
Abréviation de l’anglais « software as a service ».
SCSI
Abréviation de l’anglais « small computer system interface ». Parfois prononcé « scuzy » (« excuse me »).
Bus de liaison entre périphériques.
SDK
Abréviation de l’anglais « software development kit » (kit de développement).
Ensemble de développement logiciel.
SDN
Abréviation de l'anglais « software-defined networking ».
Modèle d’architecture réseau qui permet aux administrateurs de réseaux de gérer les services par abstraction de fonctionnalités.
SE
Abréviation de « système expert » ou « seconde édition » (par exemple dans Windows 98 SE).
segfault
Contraction de l’anglais « segmentation fault ».
Erreur d'accès à la mémoire provoquant l'arrêt brutal du programme, sans procédure de sortie (sans enregistrer les documents ouverts au moment de l'erreur, par exemple).
SES
Abréviation de « spécifications externes du système »
Document décrivant les fonctions à développer sans spécifier les aspects techniques.
« Setuper »
Francisation de l’anglais « to set up », « configurer ».
Paramétrer un système, c’est-à-dire y saisir des valeurs permanentes permettant la cohérence du modèle de données avec le fonctionnement des programmes (notamment un ERP).
SGBD
Abréviation de « système de gestion de base de données ».
SI
Abréviation de « système d'information ».
Désigne l'ensemble des applications informatiques d'une entreprise.
SIS
Abréviation de « spécifications internes du système ».
Document décrivant les traitements à développer. SiS est aussi le sigle de Silicon Integrated Systems, fabricant de composants électroniques.
Soft
Abréviation française de l’anglais « software ».
Logiciel, par opposition au matériel.
Specs
Abréviation de l'anglais Specifications, « caractéristiques techniques ».
L’abréviation traditionnelle en français est « spécifs ».
Splash screen
Du verbe anglais to splash employé en journalisme dans le sens de « mettre à la une » : « écran d'accueil », « écran de présentation », « écran fugitif » (Q).
Le tout premier écran affiché au lancement de certains logiciels (souvent un simple logo).
Spyware
Littéralement « logiciel espion ».
Type de logiciel destiné à recueillir des informations sur les habitudes des utilisateurs d'ordinateurs, en particulier celles des internautes. Si les spywares ne sont a priori pas dangereux pour l'ordinateur, ils constituent clairement une violation de l'espace privé de l'utilisateur, dans le sens où la plupart d'entre eux agissent à l'insu de ce dernier.
SSI
Abréviation de « sécurité des systèmes d'information ».
SSII
Abréviation de « société de services en ingénierie informatique ».
SSLL
Abréviation de « société de service en logiciel libre ».
SSO
Abréviation de l’anglais « single sign-on », « authentification unique ».
STFW
Abréviation de l’anglais « Search the fucking web ».
Généralement envoyée lorsque le « RTFM » n'a pas marché.
SysOp
Abréviation de l’anglais « system operator », « opérateur système ».
Utilisé principalement dans les années 1990 pour désigner l'opérateur d'un bulletin board system (BBS).

## T
- Haut – A
- B
- C
- D
- E
- F
- G
- H
- I
- J
- K
- L
- M
- N
- O
- P
- Q
- R
- S
- T
- U
- V
- W
- X
- Y
- Z

TAR / tar
Abréviation de « tape archive », « archive sur bande ».
Format d'archive créé pour les bandes magnétiques sous Unix, mais souvent utilisé comme archive généraliste sous Linux.
Tarball, litt. « boule tar » (jeu de mots avec « tar ball », « boule de goudron »).
Archive au format « .tar », « archive tar ».
« Tarer »
Verbalisation et francisation de « tar » supra.
Réaliser une archive au format « .tar » (une « tarball »).
TI
Abréviation de « test d'intégration ».
Vérification du fonctionnement simultané de plusieurs programmes (par opposition aux tests unitaires ou TU).
TMA
Abréviation de « tierce maintenance applicative ».
Projet confié par une entreprise à une SSII assurant la maintenance d'une application (paye, comptabilité… tout le SI) pour un coût forfaitaire sur la base d'un cahier des charges contractuel.
TNR
Abréviation de « test de non régression ».
Tests réalisés sur un système informatique visant à vérifier que les fonctionnalités précédemment disponibles le sont toujours. Souvent utilisés dans le cycle de développement du logiciel pour s'assurer qu'une nouvelle fonctionnalité n'a pas rendu une ancienne inopérante. Ces tests sont de plus en plus automatisés.
Thrashing
« Emballement », « affolement » en français.
État où le système passe plus de temps à effectuer des entrées-sorties de pagination pour sa mémoire virtuelle qu'à travailler.
Transclure
Inclure dynamiquement un document ou des parties de celui-ci dans un autre document, sans faire de copie mais par référence.
Trojan
Abréviation de Trojan horse, « cheval de Troie ».
Programme apparemment inoffensif mais contenant du code malveillant qui permet la collecte, la falsification ou la destruction non autorisée de données. Il peut par exemple ouvrir un accès direct à votre ordinateur par un déplombeur distant.
TU
Abréviation de « test unitaire ».
Test portant sur un programme isolé des traitements avec lesquels il dialogue ou communique par fichiers[pas clair].
Tuer (une tâche, un programme, etc.)
Arrêter un traitement parce qu'il part en boucle ou s'exécute trop lentement, ou encore est en attente de ressources (voir « Killer »).

## U
- Haut – A
- B
- C
- D
- E
- F
- G
- H
- I
- J
- K
- L
- M
- N
- O
- P
- Q
- R
- S
- T
- U
- V
- W
- X
- Y
- Z

UAT
Abréviation de l’anglais « User Acceptance Tests » (Tests d'acceptation par les utilisateurs).
Période de tests réalisés par ou avec les utilisateurs finaux.
UI
Abréviation de l’anglais « user interface » (interface utilisateur).
UL
Abréviation de l’anglais « upload » (téléverser).
UML
Abréviation de l’anglais « unified modeling language »
Méthode de conception d'application informatique.
Upgrade
Mise à niveau d'un matériel et parfois d'un logiciel.
Upload
Mettre en ligne, télécharger sur un serveur, téléverser.
Usine à gaz
Lorsque, généralement à la suite de nombreuses maintenances successives ou en raison d'une mauvaise identification des cas généraux au profit des cas particuliers, un logiciel est devenu trop compliqué et inefficace, il devient une « usine à gaz ». Sa refonte et la suppression du code mort (lignes de code devenues inutiles) sont alors impératifs (exemple : évolution de Windows Vista vers Windows 7).
User
Utilisateur ou profil utilisateur.

## V
- Haut – A
- B
- C
- D
- E
- F
- G
- H
- I
- J
- K
- L
- M
- N
- O
- P
- Q
- R
- S
- T
- U
- V
- W
- X
- Y
- Z

Ver informatique
Logiciel malveillant qui se reproduit sur des ordinateurs à l'aide d'un réseau informatique comme l'Internet. Un ver, contrairement à un virus informatique, n'a pas besoin d'un programme hôte pour se reproduire. Il exploite les différentes ressources afin d'assurer sa reproduction.
Virus
Logiciel conçu pour nuire au bon fonctionnement d'un ordinateur. Le nom « virus » vient d'une certaine analogie de fonctionnement avec les virus biologiques : capacité à s'auto-répliquer, présence quasi-indétectable avant l'apparition de symptômes. Leur agressivité est variable : simple parasitage par occupation d'espace disque, plantages, destruction de données voire usure prématurée du matériel (par exemple par des accès incessants aux disques durs).
VM
Abréviation de l’anglais « virtual machine » (machine virtuelle)
Simulation d’un ordinateur à l’intérieur d’un autre. Une machine virtuelle peut simuler une architecture matérielle existante (par exemple VMware ou VirtualBox) ou une architecture optimisée pour une application donnée (par exemple Java VM ou Parrot).

## W
- Haut – A
- B
- C
- D
- E
- F
- G
- H
- I
- J
- K
- L
- M
- N
- O
- P
- Q
- R
- S
- T
- U
- V
- W
- X
- Y
- Z

Windaube
Surnom irrévérencieux donné au système d'exploitation Windows de Microsoft afin de stigmatiser ses imperfections.
Wizard
Assistant, série de boîtes de dialogue guidant l'utilisateur pour réaliser des tâches d'installation, de configuration, de migration…
WYSIWYG
Abréviation de l’anglais « What you see is what you get » (« ce que vous voyez est ce que vous obtenez »)
Généralement utilisé pour décrire les traitements de texte à rendu instantané. L'expression « tel écran, tel écrit » est parfois utilisée en guise de traduction plus brève.
Souvent opposé à what you see is what you want. À l'inverse, l'idéal est d'atteindre le « What you see is what you mean » (WYSIWYM, « ce que vous voyez est ce que vous imaginez »).
Afin de railler l'imperfection des premiers rendus WYSIWYG, le sigle « WYSIMOLWYG » était parfois employé : « what you see is more or less what you get » (« ce que vous voyez est plus ou moins ce que vous obtenez ») ou « WYSIWYSG » : « what you see is what you should get » (« ce que vous voyez est ce que vous devriez obtenir »).

## X
- Haut – A
- B
- C
- D
- E
- F
- G
- H
- I
- J
- K
- L
- M
- N
- O
- P
- Q
- R
- S
- T
- U
- V
- W
- X
- Y
- Z

XP
Abréviation de l'anglais « Extreme programming », « programmation extrême ».
L'extreme programming est une méthode agile de réalisation d'un projet informatique, axée sur la productivité et la flexibilité. Elle pousse à l'extrême des principes simples, d'où son nom.

## Z
- Haut – A
- B
- C
- D
- E
- F
- G
- H
- I
- J
- K
- L
- M
- N
- O
- P
- Q
- R
- S
- T
- U
- V
- W
- X
- Y
- Z

Zip
Zip est un format de fichier compressé.
Zipper
Compresser des données à l'aide de l'utilitaire Zip.